# Walckenaeria kikogensis
Walckenaeria kikogensis là một loài nhện trong họ Linyphiidae.
Loài này thuộc chi Walckenaeria. Walckenaeria kikogensis được miêu tả năm 1990 bởi Scharff.